# Marjolein van Unenová
Marjolein van Unen (* 7. prosince 1962) je bývalá reprezentantka Nizozemska v judu.

## Sportovní kariéra
Patřila k prvním osobnostem nizozemského juda. Připravovala se pod vedením Chrise De Korta. Od roku 1997 se věnuje trenérské činnosti. Na vrcholné sportovní akce připravila celou řadu nizozemských reprezentantek – Elisabeth Willeboordseová, Deborah Gravenstijnová a další.

## Výsledky

### Váhové kategorie
| Turnaj             | 1978       | 1979       | 1980       | 1981       | 1982       | 1983       | 1984       | 1985       | 1986       |
| Turnaj             | 16         | 17         | 18         | 19         | 20         | 21         | 22         | 23         | 24         |
| Turnaj             | těžká váha | těžká váha | těžká váha | těžká váha | těžká váha | těžká váha | těžká váha | těžká váha | těžká váha |
| ------------------ | ---------- | ---------- | ---------- | ---------- | ---------- | ---------- | ---------- | ---------- | ---------- |
| Mistrovství světa  |            |            | 5.         |            | 3.         |            | 3.         |            | 2.         |
| Mistrovství Evropy | ?          | úč.        | 5.         | 3.         | 1.         | 3.         | 1.         | 3.         | —          |

### Bez rozdílu vah
| Turnaj             | 1978 | 1979 | 1980 | 1981 | 1982 | 1983 | 1984 | 1985 | 1986 |
| Turnaj             | 16   | 17   | 18   | 19   | 20   | 21   | 22   | 23   | 24   |
| ------------------ | ---- | ---- | ---- | ---- | ---- | ---- | ---- | ---- | ---- |
| Mistrovství světa  |      |      | —    |      | 5.   |      | 2.   |      | —    |
| Mistrovství Evropy | ?    | —    | ?    | 3.   | —    | úč.  | ?    | 1.   | —    |